# Eishockey in der Slowakei
| Eishockey in der Slowakei                                               | Eishockey in der Slowakei        |
| ----------------------------------------------------------------------- | -------------------------------- |
| Olympia 2010                                                            |                                  |
| Verband:                                                                | Slovenský zväz Ľadového hokeja   |
| Gegründet:                                                              | 1993                             |
| IIHF-Mitglied seit:                                                     | 2. Februar 1993                  |
| Erstes Länderspiel:                                                     |                                  |
| Slowakei 0:12 Böhmen & Mähren 1. Februar 1940 in Garmisch-Partenkirchen |                                  |
| Medaillengewinne Herren:                                                |                                  |
| WM:                                                                     | 1 × Gold, 2 × Silber, 1 × Bronze |
| Olympia:                                                                | 1 × Bronze                       |
| Medaillengewinne Damen:                                                 |                                  |
| WM:                                                                     | keine                            |
| Olympia:                                                                | keine                            |

Eishockey gehört in der Slowakei zu den beliebtesten Sportarten neben Fußball. Mehr als 8000 Spieler sind beim slowakischen Eishockeyverband gemeldet bei einer Bevölkerung von etwa 5,5 Mio. Menschen. Seit der Auflösung der Tschechoslowakei 1993 ist die Slowakei wieder vollwertiges Mitglied der Internationalen Eishockey-Föderation IIHF und nimmt seit 1994 an Weltmeisterschaften teil.

## Geschichte

### Die Anfänge
Der erste Eishockeyclub auf dem Gebiet der heutigen Slowakei wurde 1922 mit dem ČsŠK Košice durch die Tschechen Fleischmann, Rezac und Broz gegründet. Während in Tschechien schon das sogenannte kanadische Eishockey gespielt wurde, spielten die Slowaken bis in die späten 1920er Jahre eher Bandy.

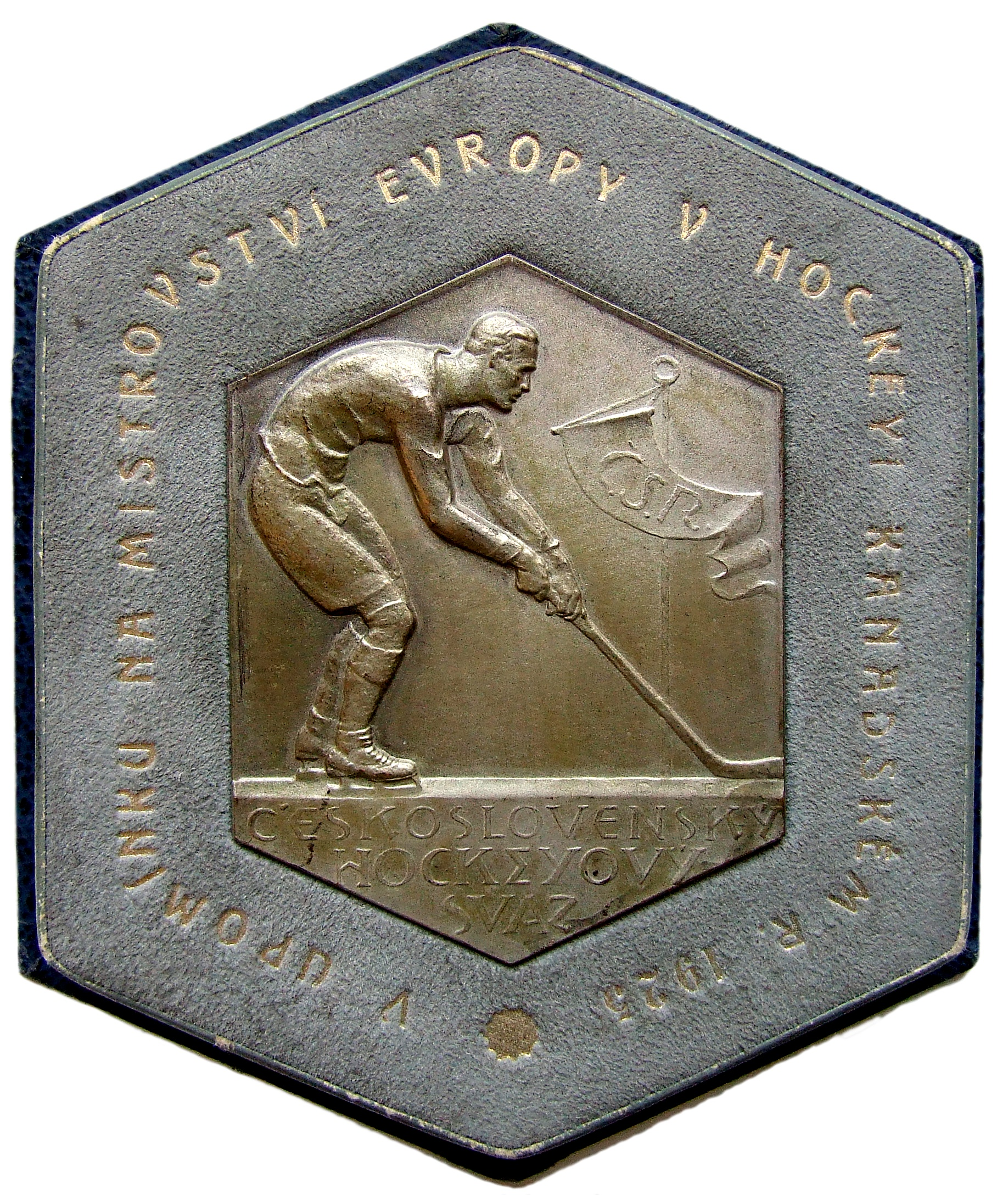
Plakette der Europameisterschaft 1925

Kurz darauf entstanden weitere Vereine in Bratislava, Banská Bystrica und Žilina. 1925 wurde die Europameisterschaft in der Hohen Tatra ausgetragen, was das Interesse am Eishockeysport in der Region erhöhte. In den folgenden drei Jahren entstanden weitere Eishockeyvereine in Prešov, Nitra, Trnava und der Hohen Tatra selbst. 1929 wurde das erste slowakische Eishockeyturnier gegründet, der Tatranský pohár (Tatra-Pokal). Dieser ist damit das zweitälteste Pokal-Turnier im europäischen Eishockey.
→ siehe Hauptartikel Tatranský pohár
Am 31. Januar 1929 wurde der slowakische Verband für kanadisches Eishockey (slowakisch Slovenská župa kanadského hockeja) gegründet. Gründungsmitglieder waren der Ski klub Bratislava, ŠK Slávia Banská Bystrica, ŠK Vysoké Tatry, ČsŠK Košice und der ŠK Žilina. Ab 1930 organisierte dieser Verband, der zur tschechoslowakischen Eishockey-Föderation gehörte, eine eigenständige slowakische Meisterschaft. 1936 schaffte der HC Tatry den Aufstieg in die höchste Spielklasse der Tschechoslowakei, die 1. Liga. Der Universitätsclub VŠ Bratislava folgte dem HC Tatry ein Jahr später in diese Spielklasse.

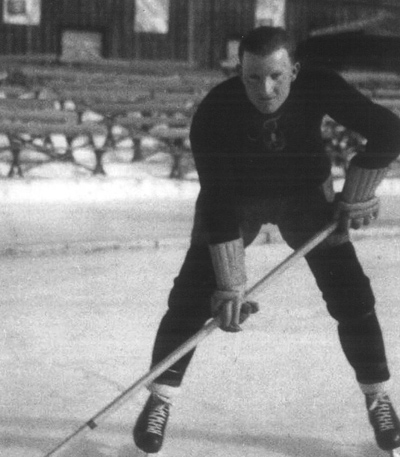
Ladislav Troják war der erste Slowake im Nationalteam

Ladislav Troják vom ČsŠK Košice war der erste slowakische Nationalspieler, der für die tschechoslowakische Nationalmannschaft nominiert wurde. 1934 wechselte er zum LTC Prag, einem der erfolgreichsten Teams des Landes vor dem Zweiten Weltkrieg. Troják war auch der erste slowakische Nationalspieler, der an einem olympischen Turnier teilnahm. Bei den Olympischen Spielen 1936 in Garmisch-Partenkirchen belegte die Mannschaft den vierten Platz.
In der Zeit der ersten Slowakischen Republik von 1939 bis 1945 gründete sich der nationale slowakische Eishockeyverband neu, der eine eigenständige Nationalmannschaft aufstellte. Diese trug bis zum Ende des Krieges neun Länderspiele aus, wobei drei Siege, ein Unentschieden und fünf Niederlagen erreicht wurden.
Besonders beliebt war der Sport in den Regionen der Slowakei, in denen die Seen im Winter zufroren und so viele Menschen auch in ihrer Freizeit Eishockey spielen konnten. Das war unter anderem in Banská Bystrica, aus der die meisten Spieler der kleinen Republik stammten. In den 1940er Jahren gab es 34 Eishockeyvereine in der Slowakei, verglichen mit über 1.000 auf dem Gebiet des heutigen Tschechiens.

### Eishockey in der ČSSR
Nach dem Krieg fusionierte der slowakische Eishockeyverband wieder mit dem tschechischen Verband. Der ŠK Bratislava, VŠ Bratislava, ŠK Banská Bystrica und der HC Vysoké Tatry wurden in die wieder gegründeten nationalen Meisterschaft der ČSSR aufgenommen. 1947 fand die erste Weltmeisterschaft nach dem Krieg in Prag statt und die Gastgeber gewannen die Goldmedaille. Mit dabei war erneut der Slowake Ladislav Troják, der fünf Jahre später zusammen mit fünf Mannschaftskameraden bei einem Flugzeugunglück über dem Ärmelkanal starb.

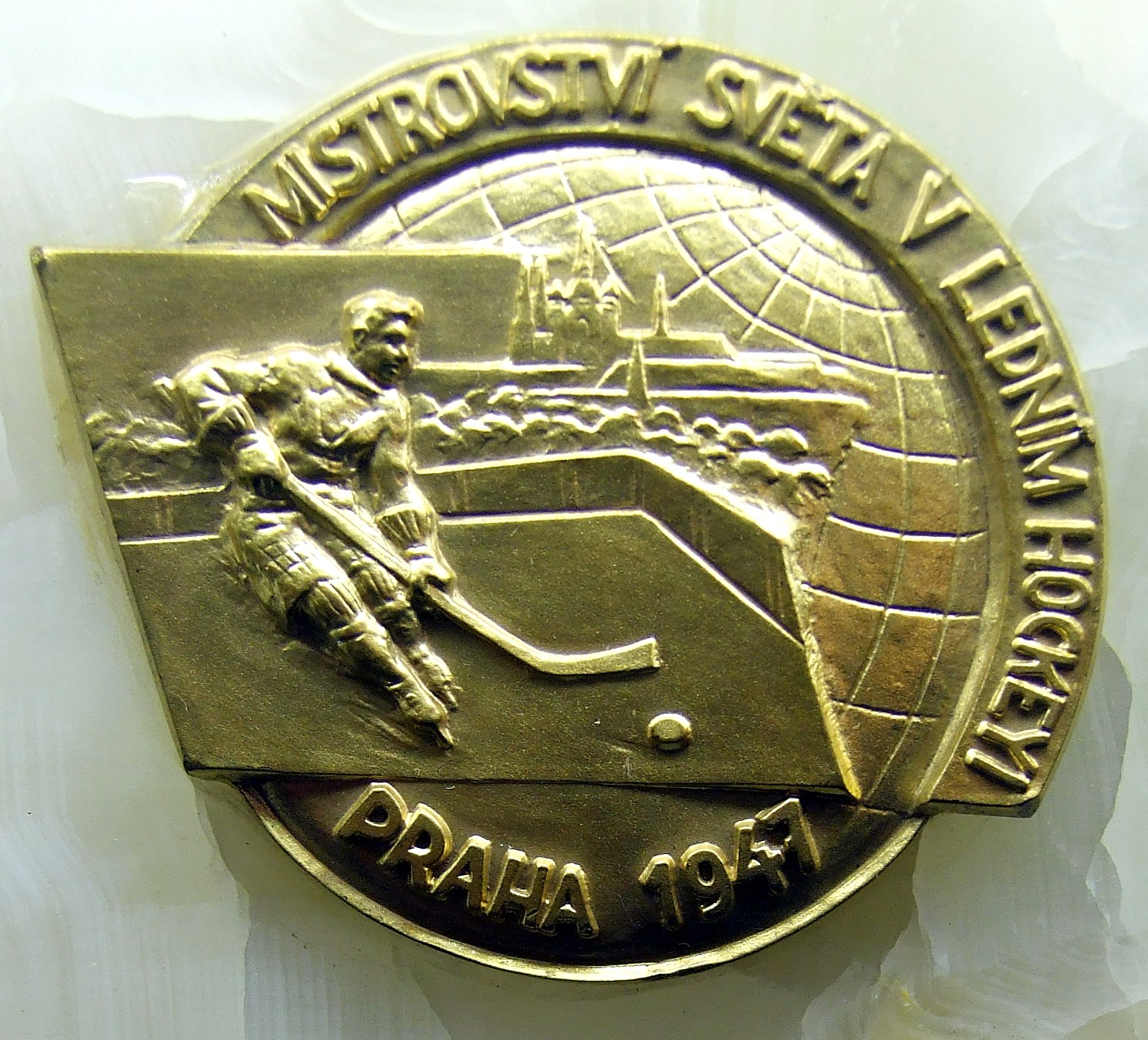
Goldmedaille der Weltmeisterschaft 1947

Viele slowakische Clubs nahmen in den 1950er Jahren an der Meisterschaft der ČSSR teil. Zu diesen Mannschaften gehörten unter anderem der VŠ Bratislava, ŠK Banská Bystrica, ŠK Žilina sowie der ŠKP Poprad. Aber nur dem heutigen HC Slovan Bratislava gelang es, sich dauerhaft in der ersten Liga zu etablieren. Bratislava war 1959 Austragungsort einer Weltmeisterschafts-Gruppe. Dabei gewannen die gastgebenden Tschechoslowaken mit 9:0 gegen die Schweiz, 13:1 gegen Polen und verloren mit 2:7 gegen den späteren Weltmeister Kanada. Am Turnierende erreichte die ČSSR den Gewinn der Bronzemedaille.
1963 wurde das Ligasystem der Tschechoslowakei reformiert, wobei alle Ligen unterhalb der 1. Liga auf die beiden Teilstaaten aufgeteilt wurden. Die zweitklassige 1. NHL wurde dabei in die 1. ČNHL (tschechisch Česká národní hokejová liga) und die 1. SNHL (slowakisch Slovenská národná hokejová liga) geteilt. Bis 1993 konnten drei verschiedene slowakische Vereine insgesamt vier Mal tschechoslowakischer Meister werden: Slovan Bratislava (1979), VSZ Košice (1986, 1988) und Dukla Trenčín (1992).
Bis zur Trennung Tschechiens und der Slowakei 1993 gewann die gemeinsame Nationalmannschaft insgesamt vier WM-Titel – 1972, 1976, 1977 und 1985. Dabei gehörte sie zu den wenigen Mannschaften, die der dominierenden sowjetischen Nationalmannschaft Konkurrenz machen konnte. Zu den slowakischen Spielern, die Anteil an diesen Erfolgen hatten, gehören Vladimír Dzurilla, Rudolf Tajcnár und Julius Haas. Bei den Olympischen Winterspielen der 1960er Jahre gewann die Tschechoslowakei weitere Medaillen, wobei damals neben Dzurilla noch Jozef Golonka zum Nationalkader gehörte. Bereits 1948 in St. Moritz hatte der Slowake Ladislav Trojak mit dem Nationalteam die olympische Silbermedaille gewonnen.

### Abspaltung und Etablierung

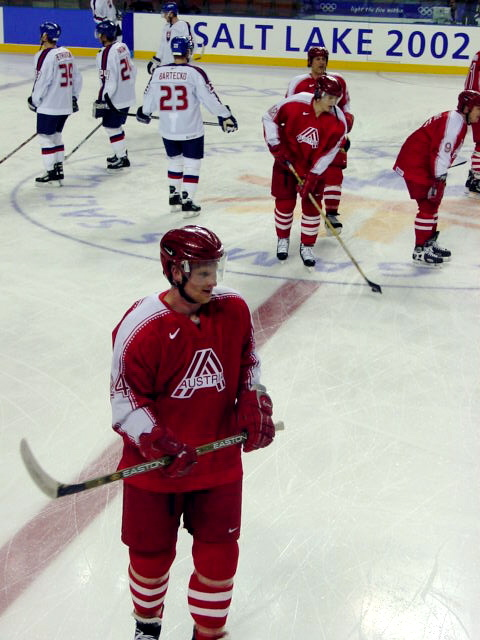
Slowakei (in weiß) gegen Österreich, Olympia 2002

Zum 1. Januar 1993 löste sich die Tschechoslowakische Föderation auf und es entstanden die beiden souveränen Staaten Tschechien und Slowakei. Über den Jahreswechsel 1992/93 nahm die tschechoslowakische Juniorennationalmannschaft an der U20-Weltmeisterschaft teil, spielte das Turnier als Mannschaft der Tschechischen und der Slowakischen Republik zu Ende und belegte den dritten Platz.
Die Internationale Eishockey-Föderation (IIHF) entschied, dass Tschechien als sportlicher Rechtsnachfolger der ČSFR zu behandeln sei. Das wurde damit begründet, dass der Nationalmannschaft bis 1992 eine geringere Anzahl slowakischer Spieler angehörten. Die Tschechen hatten durch eine Quotenregelung dafür gesorgt, dass stets mehr Tschechen als Slowaken im Nationalkader der CSSR waren. Daher musste die Slowakei in die dritte Division der Weltmeisterschaft, die sogenannte C-Gruppe, absteigen. 1994, bei der ersten Weltmeisterschaft nach der Teilung, schaffte das Nationalteam den Aufstieg in die Division I. Im folgenden Jahr gewann es das Turnier der Division I und realisierte damit den Aufstieg in die Top-Division. Bei der ersten A-Weltmeisterschaft ein Jahr später belegte das slowakische Nationalteam den zehnten Platz.
1994 debütierte die Slowakei zudem bei den Olympischen Winterspielen in Albertville und belegte den sechsten Platz. Bei den folgenden zwei Austragungen des olympischen Eishockeyturniers, 1998 und 2002, war das slowakische Team weniger erfolgreich und beendete die Turniere auf hinteren Plätzen.

Bei der Weltmeisterschaft 2000 in Schweden platzierte sich das slowakische Nationalteam das erste Mal in den Medaillenrängen, als es der tschechischen Auswahl im Finale unterlag und die Silbermedaille gewann. Bei der Weltmeisterschaft 2002 gewann die Slowakei ihren bisher einzigen Weltmeisterschaftstitel, als Peter Bondra im Finale das entscheidende Tor gegen die russische Nationalmannschaft erzielte. Ein Jahr später, bei den Welttitelkämpfen 2003 in Sankt Petersburg, gewann das Nationalteam die Bronzemedaille. Zu den wichtigsten Spielern dieser Goldenen Generation gehörten Peter Bondra, Marián Gáborík, Jozef Stümpel, Žigmund Pálffy, Marián Hossa, Pavol Demitra, Richard Zedník und Michal Handzuš. Seither konnte die Slowakei bei Weltmeisterschaften nicht mehr an diese Erfolge anknüpfen, da sie wie die Vertretungen anderer kleinerer Länder unter der Abwanderung ihrer besten Spieler in die NHL leidet. Ihr Spielsystem wird wie folgt beschrieben: „Die Slowaken spielen eine Mischung aus kanadischem Power- und Tempo-Hockey, gepaart mit einer, für ehemalige Ostblockländer typischem, filigran technischen Stockhandhabung. 1 zu 1 sind sie kaum auszuspielen und auch bei Angriffen mit einer Übermacht von ein oder zwei Spielern, ist die Endstation meistens der Verteidiger oder der Torwart.“ 

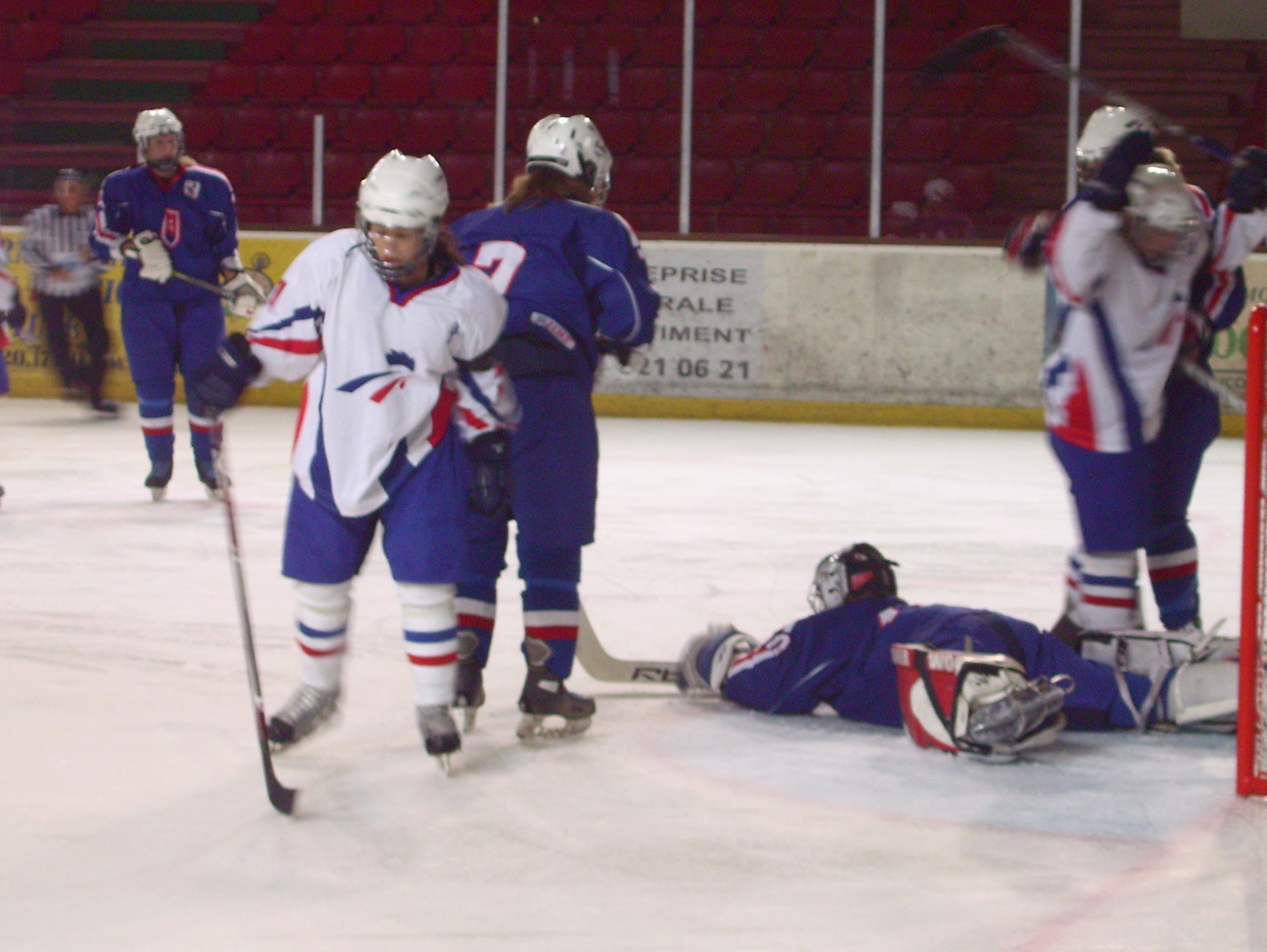
Die Frauennationalmannschaft gegen Frankreich, Freundschaftsspiel im August 2008

Bei den Olympischen Winterspielen 2006 belegten die Slowaken den fünften Platz und vier Jahre später, bei den Olympischen Winterspielen 2010, erreichten sie das Halbfinale und knüpften damit noch einmal an die Erfolge der frühen 2000er Jahre an.  Bei den Olympischen Winterspielen 2022 gewann die Auswahl zudem erstmals eine olympische Medaille; im Spiel um den dritten Platz setzte sich die Mannschaft mit 4:0 gegen das Team von Schweden durch.
Die slowakischen Juniorennationalmannschaften konnten in den späten 1990er Jahren ebenfalls erste Erfolge verzeichnen. So gewann die U20-Vertretung des Landes 1999 die Bronzemedaille bei der Junioren-Weltmeisterschaft. Seit 2007 nimmt die U20-Auswahl unter dem Namen HK Orange 20 am Spielbetrieb der Extraliga teil, um den Nachwuchsspielern ausreichend Spielpraxis und ein stärkeres Zusammenwachsen zu ermöglichen. Zwei Jahre später begann sich diese Maßnahme zu rentieren, als die U20-Auswahl bei der Junioren-Weltmeisterschaft 2009 den vierten Platz belegte.
1995 wurde die Frauennationalmannschaft gegründet, die ab 1995 an Europameisterschaften teilnahm. Ab 1999 trat das Nationalteam zudem bei Weltmeisterschaften der Frauen an und stieg nach langer Zugehörigkeit zu den unteren Spielklassen 2009 aus der Division I in die Top-Division des IIHF-Turniers auf. Während des Qualifikationsturniers für die Olympischen Winterspiele 2010 besiegten die Slowakinnen die bulgarische Eishockeynationalmannschaft der Frauen mit 82:0 – dies ist der höchste Sieg, der je in einem offiziellen IIHF-Wettbewerb der Frauen erzielt wurde. Im olympischen Eishockeyturnier 2010 belegten sie den achten Platz bei der ersten Teilnahme des Frauen-Nationalteams an einem solchen Turnier.

## Ligensystem
Die Tipos Extraliga ist die höchste Spielklasse im slowakischen Profi-Eishockey. Die Liga entstand 1993 nach der Auflösung der Tschechoslowakei aus der Teilung der höchsten tschechoslowakischen Spielklasse, der 1. Liga, in eine tschechische und eine slowakische Profiklasse. Von der Saison 1993/94 bis 1997/98 trug die Liga den offiziellen Namen Extraliga, seit 1998 werden zudem verschiedene Sponsorennamen im Titel geführt, so hieß die Spielklasse bis 2001 West Extraliga, weitere Namen waren Boss Extraliga, ST Extraliga und T-Com Extraliga.

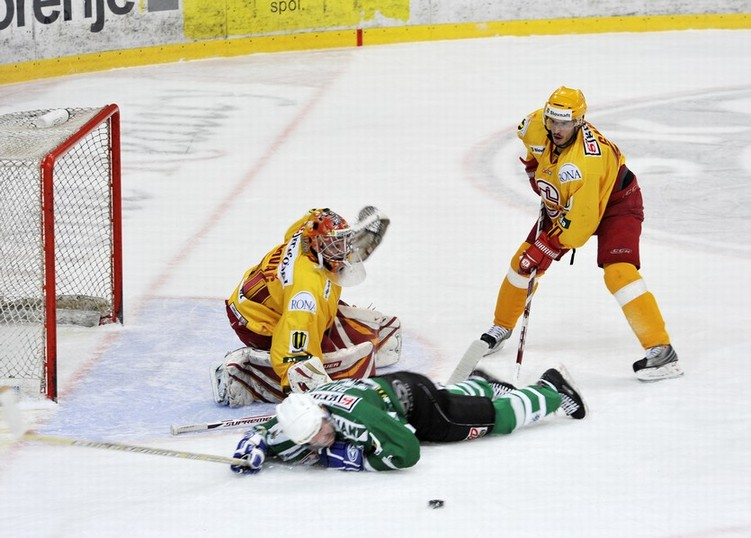
Dukla Trenčín gegen HK 36 Skalica, Saison 2008/09

Die slowakische Extraliga gilt als die finanziell schwächste unter Europas Top-7-Ligen. In der Champions Hockey League wurde sie 2008 zunächst ob der Erfolge im Europapokal als Nummer fünf eingestuft und erhielt damit einen festen Startplatz. Die Budgets der Clubs und Löhne entsprachen in den 2000er Jahren etwa der Schweizer Nationalliga B, wobei die Unterschiede zwischen den Top-Teams wie HC Slovan Bratislava und den hinteren Teams groß waren. Die besten Talente verlassen das Land früh, vor allem ins Nachbarland Tschechien oder in die kanadischen Juniorenligen der Canadian Hockey League. Aufgrund der beschränkten finanziellen Mittel ist die slowakische Extraliga zudem die europäische Eliteliga mit den wenigsten ausländischen Spielern. Die meisten ausländischen Spieler in der Extraliga sind zudem tschechische Spieler über 30, die ihre Karriere dort ausklingen lassen.
Unterhalb der Extraliga existiert eine zweite Spielklasse, die Slovenská hokejová liga (SHL, ehemals 1. liga), die in zwei Staffeln mit je sieben Teilnehmern ausgetragen wird. Der Meister der SHL erreicht die sportliche Qualifikation zur Extraliga, wird aber nur über eine Lizenzierung in diese aufgenommen. Unterhalb der SHL findet sich mit 2. hokejová liga SR die dritte Spielklasse der Slowakei, die in drei Staffeln und mit insgesamt 15 teilnehmenden Vereinen ausgetragen wird. Gab es in den 1990er Jahren noch Relegationsspiele zwischen zweiter und dritter Liga, stieg der Meister der dritten Spielklasse in den 2010er Jahren direkt in die zweite Spielklasse auf. Später wurde erneut eine Relegation zwischen 1. und 2. hokejová liga SR eingeführt.

## Erfolge
| bei Weltmeisterschaften - 2002: Goldmedaille - 2000: Silbermedaille - 2003: Bronzemedaille - 2012: Silbermedaille | bei Olympischen Winterspielen - 2006: 5. Platz - 2010: 4. Platz - 2022: Bronzemedaille | Gewinn des IIHF Continental Cup - 1997: TJ VSŽ Košice - 2004: HC Slovan Bratislava - 2005: HKm Zvolen - 2009: MHC Martin | IIHF Super Cup - 1998: 2. Platz TJ VSŽ Košice |

## Bekannte Spieler

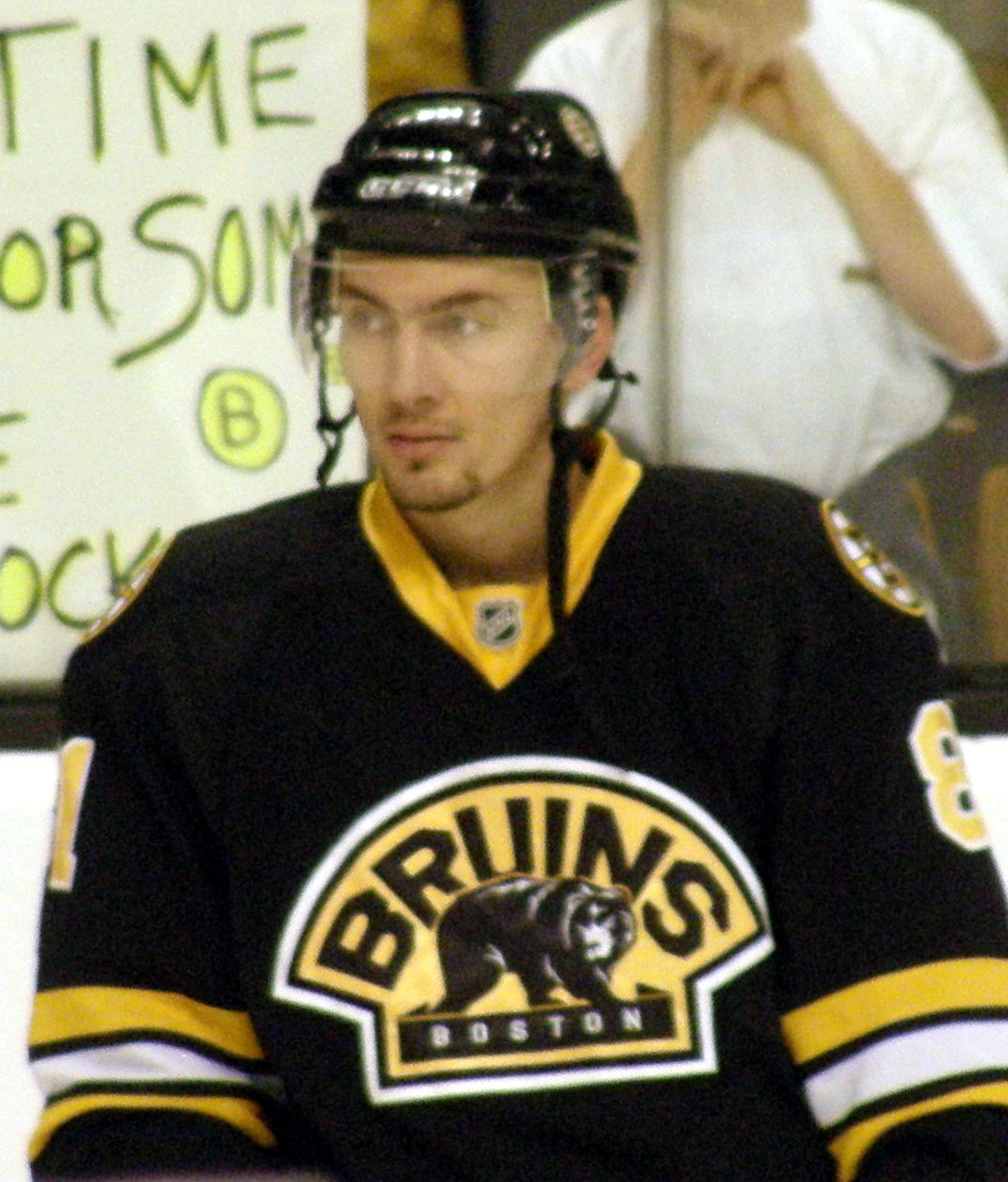
Miroslav Šatan im Trikot der Boston Bruins

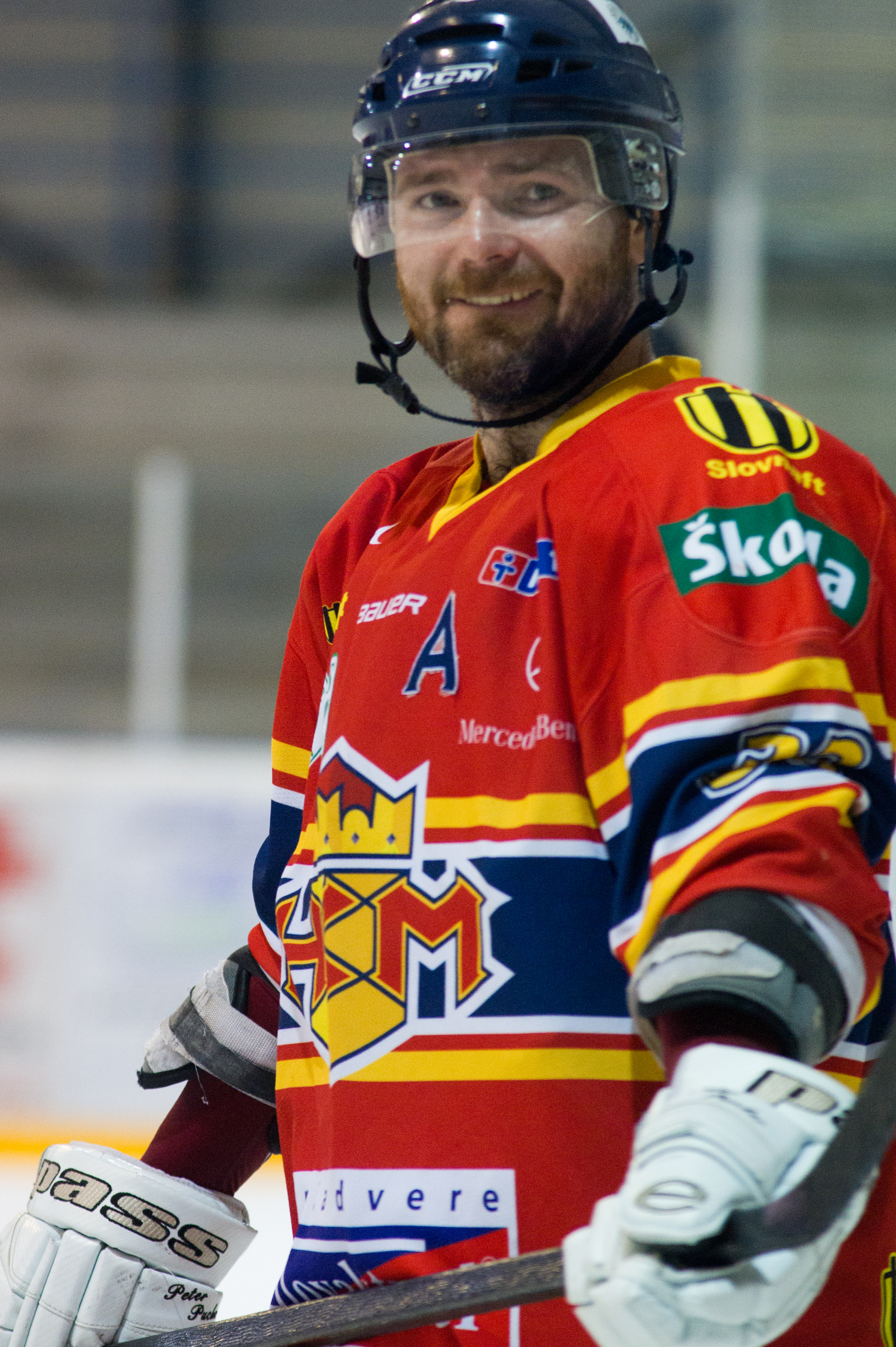
Peter Pucher im Trikot des HKm Zvolen

| - Peter Bondra - Zdeno Chára - Ivan Čiernik - Zdeno Cíger - Vladimír Dzurilla - Ján Filc - Jozef Golonka | - Jaroslav Halák - František Hossa - Marián Hossa - Peter Ihnačák - Branislav Mezei - Andrej Meszároš - Dušan Milo | - Igor Liba - Vincent Lukáč - Ladislav Karabín - Žigmund Pálffy - Dušan Pašek - Dárius Rusnák - Miroslav Šatan | - Andrej Sekera - Ján Starší - Anton Šťastný - Marián Šťastný - Peter Šťastný - Marek Svatoš |

### Weltmeisterkader 2002
Mit den folgenden Spielern gelang bei der Weltmeisterschaft 2002 der Gewinn der Goldmedaille:
| Logo der WM | Torhüter: Ján Lašák, Miroslav Šimonovič, Rastislav Staňa Verteidiger: Jerguš Bača, Ladislav Čierny, Radoslav Hecl, Richard Lintner, Dušan Milo, Peter Smrek, Martin Štrbák, Ľubomír Višňovský Angreifer: Ľuboš Bartečko, Peter Bondra, Michal Handzuš, Miroslav Hlinka, Ladislav Nagy, Vladimír Országh, Žigmund Pálffy, Rastislav Pavlikovský, Róbert Petrovický, Peter Pucher, Miroslav Šatan, Radovan Somík, Jozef Stümpel, Róbert Tomík, Marek Uram Trainerstab: Ján Filc (Cheftrainer), Ernest Bokroš, Vladimír Šťastný (beide Assistenztrainer) |

### Slowaken in der NHL

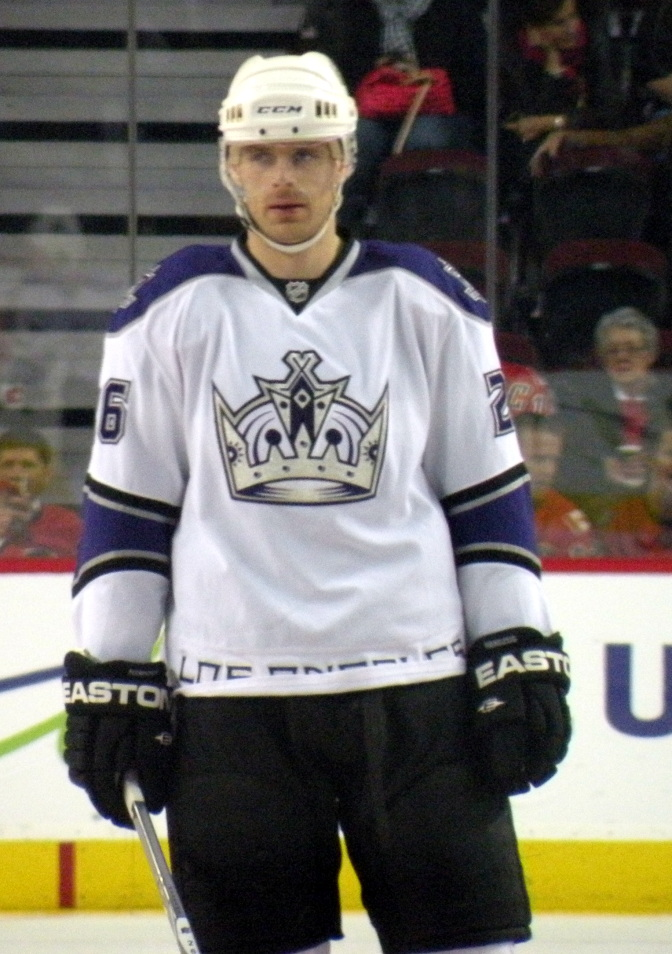
Michal Handzuš im Trikot der Los Angeles Kings

In der National Hockey League haben bis Juli 2017 insgesamt 76 Feldspieler und vier Torhüter mit slowakischer Staatsangehörigkeit mindestens ein Spiel bestritten. Die Spieler der folgenden Liste haben am meisten Scorerpunkte in der NHL erzielt. Angeführt wird die Liste von Stan Mikita, der als Achtjähriger die Tschechoslowakei verließ und das Eishockeyspiel in Kanada erlernte. Daher wird er in manchen Statistiken nicht als Slowake gewertet. Peter Šťastný setzte sich zusammen mit seinem Bruder Anton nach den Olympischen Winterspielen 1980 vom tschechoslowakischen Team ab. Beide spielten in der Folge viele Jahre für die Nordiques de Québec, wobei Peter mit 1239 Punkten aus 977 Partien Maßstäbe setzte. Peter Bondra verließ die Tschechoslowakei 1990 und spielte für vier verschiedene Teams in der NHL, wobei ihm 892 Scorerpunkte in insgesamt 1081 Partien gelangen.
Nur fünf Torhüter aus der Slowakei haben bisher in der NHL gespielt, da die Slowakei seit Beginn der 1990er Jahre Probleme hatte, überdurchschnittliche Torhüter auszubilden. Dies wirkte sich auch auf die slowakische Nationalmannschaft aus, deren schwächste Position oft der Torwart war. Ab 2005 respektive 2006 setzten sich mit Peter Budaj und Jaroslav Halákzwei slowakische Torhüter in der NHL durch, die daher auch als Nationaltorwarte erste Wahl waren. Mit Ján Lašák und Rastislav Staňa versuchten in den 2000er Jahren zwei weitere Torhüter in der NHL Fuß zu fassen. Seit Gründung der KHL gab es eine Abwanderungswelle slowakischer Spieler aus der NHL und anderer europäischer Ligen in diese neue transkontinentale russische Eishockeymeisterschaft.
Aktive NHL-Spieler sind durch Fettschrift markiert.

#### Feldspieler
|    | Name              | Teams                                                           | Spielzeiten | Spiele | Tore | Assists | Punkte |
| -- | ----------------- | --------------------------------------------------------------- | ----------- | ------ | ---- | ------- | ------ |
| 1  | Stan Mikita       | Blackhawks                                                      | 1958–1980   | 1394   | 541  | 926     | 1467   |
| 2  | Peter Šťastný     | Nordiques, Devils, Blues                                        | 1980–1995   | 977    | 450  | 789     | 1239   |
| 3  | Marián Hossa      | Senators, Thrashers, Penguins, Red Wings, Blackhawks            | 1997–2018   | 1309   | 525  | 609     | 1134   |
| 4  | Peter Bondra      | Capitals, Senators, Thrashers, Blackhawks                       | 1990–2007   | 1081   | 503  | 389     | 892    |
| 5  | Marián Gáborík    | Wild, Rangers, Blue Jackets, Kings, Senators                    | 2000–2018   | 1035   | 407  | 408     | 815    |
| 6  | Pavol Demitra     | Senators, Blues, Kings, Wild, Canucks                           | 1993–2010   | 847    | 304  | 464     | 768    |
| 7  | Miroslav Šatan    | Oilers, Sabres, Islanders, Penguins, Bruins                     | 1995–2010   | 1050   | 363  | 367     | 735    |
| 8  | Žigmund Pálffy    | Islanders, Kings, Penguins                                      | 1993–2006   | 684    | 329  | 384     | 713    |
| 9  | Zdeno Chára       | Islanders, Senators, Bruins, Capitals                           | 1997–2022   | 1680   | 209  | 471     | 680    |
| 10 | Jozef Stümpel     | Bruins, Kings, Panthers                                         | 1991–2007   | 957    | 196  | 481     | 677    |
| 11 | Anton Šťastný     | Nordiques                                                       | 1980–1989   | 650    | 252  | 384     | 636    |
| 12 | Tomáš Tatar       | Red Wings, Golden Knights, Canadiens, Devils, Avalanche, Kraken | 2013–2025   | 927    | 227  | 269     | 496    |
| 13 | Ľubomír Višňovský | Kings, Oilers, Ducks, Islanders                                 | 2000–2015   | 883    | 128  | 367     | 495    |
| 14 | Michal Handzuš    | Blues, Coyotes, Flyers, Blackhawks, Kings, Sharks, Blackhawks   | 1998–2014   | 1009   | 185  | 298     | 483    |
| 15 | Richard Zedník    | Capitals, Islanders, Canadiens, Panthers                        | 1995–2009   | 745    | 200  | 179     | 379    |
| 16 | Róbert Švehla     | Panthers, Maple Leafs                                           | 1994–2003   | 655    | 68   | 267     | 335    |
| 17 | Ladislav Nagy     | Blues, Coyotes, Stars, Kings                                    | 1999–2008   | 435    | 115  | 196     | 311    |
| 18 | Marián Šťastný    | Nordiques, Maple Leafs                                          | 1981–1986   | 322    | 121  | 173     | 294    |
| 19 | Peter Ihnačák     | Maple Leafs                                                     | 1982–1990   | 417    | 102  | 165     | 267    |
| 20 | Andrej Sekera     | Sabres, Hurricanes, Kings, Oilers, Stars                        | 2007–2022   | 842    | 51   | 202     | 253    |
| 21 | Andrej Meszároš   | Senators, Lightning, Flyers, Bruins, Sabres                     | 2005–2015   | 645    | 63   | 175     | 238    |

#### Torhüter
|   | Name            | Teams                                                           | Spielzeiten | Sp  | Min   | S   | N   | N n. V. | SO | GTS  | Sv%  |
| - | --------------- | --------------------------------------------------------------- | ----------- | --- | ----- | --- | --- | ------- | -- | ---- | ---- |
| 1 | Jaroslav Halák  | Canadiens, Blues, Capitals, Islanders, Bruins, Canucks, Rangers | 2006–2023   | 581 | 33303 | 295 | 189 | 69      | 53 | 2,50 | 91,5 |
| 2 | Peter Budaj     | Avalanche, Canadiens, Kings, Lightning                          | 2005–2019   | 368 | 20216 | 158 | 132 | 40      | 18 | 2,70 | 90,4 |
| 3 | Rastislav Staňa | Capitals                                                        | 2003–2004   | 6   | 211   | 1   | 2   | 0       | 0  | 3,13 | 89,0 |
| 4 | Ján Lašák       | Predators                                                       | 2001–2003   | 6   | 267   | 0   | 4   | 0       | 0  | 4,04 | 87,4 |